# ناحیه راتلج، شهرستان دویت، ایلینوی
ناحیه راتلج (به انگلیسی: Rutledge Township) یک منطقهٔ مسکونی در ایالات متحده آمریکا است که در شهرستان دویت واقع شده‌است. ناحیه راتلج ۱۷۷ نفر جمعیت دارد و ۲۲۹ متر بالاتر از سطح دریا واقع شده‌است.